# Гавань Неко
Гавань Неко (англ. Neko Harbor) — вхід Антарктичного півострова в затоку Андворд, розташований на західному узбережжі Землі Ґреяма.
Гавань Неко була відкрита бельгійським дослідником Адрієном де Жерлашем на початку 20 століття. Вона була названа шотландським китобійним катером Neko, який ходив цією місцевістю між 1911 та 1924 роками.

## Притулок капітана Флайса
Притулок капітана Флайса (64 ° 50′41 ″ S 62 ° 31′48 ″ W) — аргентинський притулок в Антарктиді, розташований в гавані Неко в затоці Андворд на узбережжі Данко, західній частині Антарктичного півострова. Притулок було відкрито 4 квітня 1949 року, ним керує ВМС Аргентини. Він був відкритий разом з Обсерваторією пінгвінів та рятувальною станцією під назвою Рефуджіо Неко. Його ім'я віддає належне лейтенанту корабля Феліпе Флайс Корвету Уругваю, який врятував Шведську антарктичну експедицію на чолі з Отто Норденскьольдом.
Притулок був включений в експедиції криголамом ARA Almirante Irízar та кораблем ARA Bahía Aguirre в різних антарктичних кампаніях. Притулок був зруйнований штормом у 2009 році, потім був відновлений у 2011 році під час літньої кампанії в Антарктиці протягом 2011—2012 років. Технічне обслуговування, ремонт та консервація об'єктів проводились для використання в якості наукових досліджень.

## Посилання

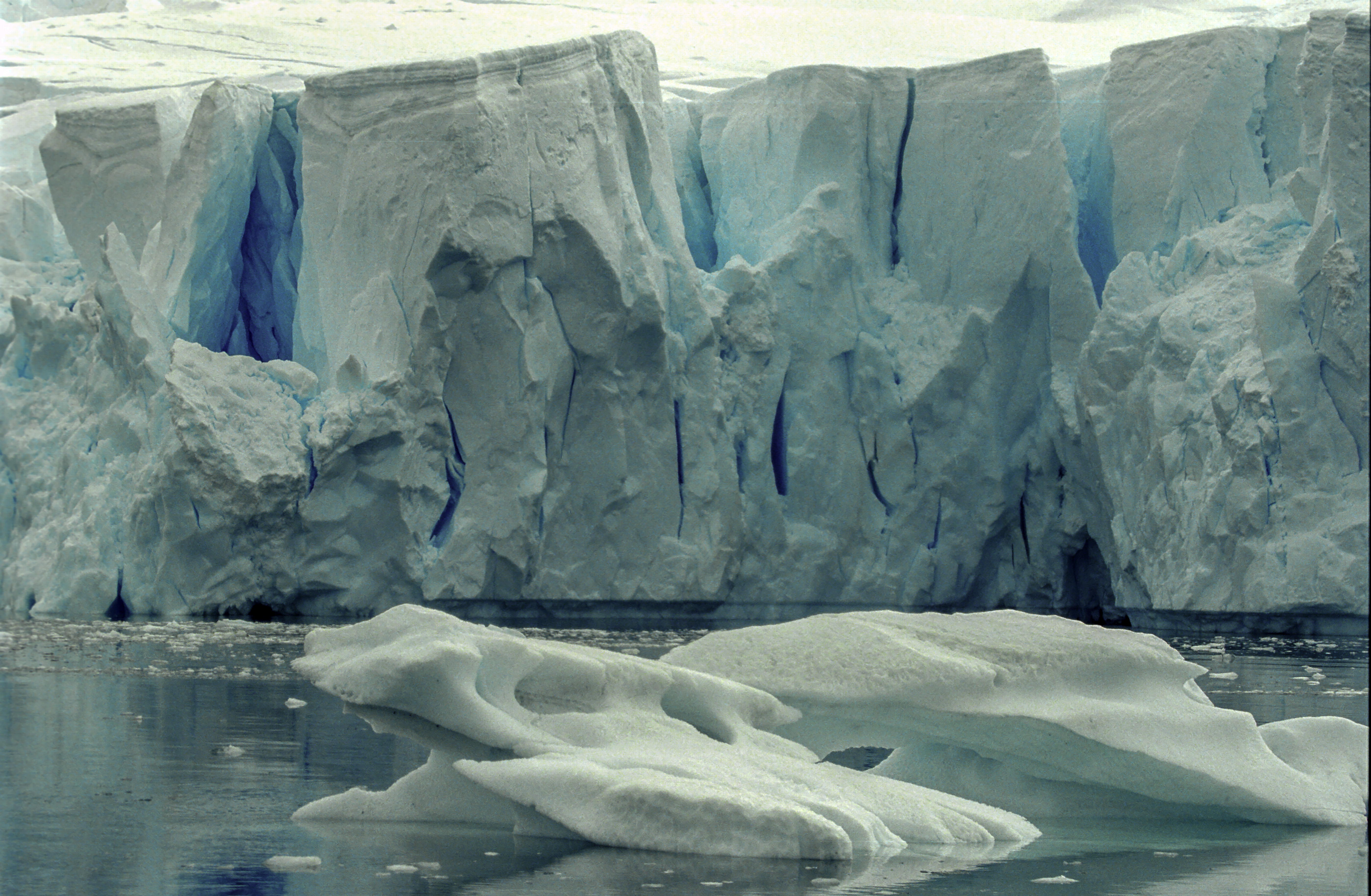
Льодовик на гавані Неко, Антарктика